# Pathé Cinémas
Pathé Cinémas (anciennement EuroPalaces, Les Cinémas Gaumont Pathé!, puis Les Cinémas Pathé Gaumont) est la filiale du groupe Pathé spécialisée dans l'exploitation cinématographique.
Premier réseau de cinémas en France métropolitaine et aux Pays-Bas, le groupe est également implanté en Belgique, en Suisse et en Afrique francophone (Tunisie, Sénégal, Maroc, Côte d'Ivoire). Pathé Cinémas est le quatrième circuit de salles en Europe, avec 1280 écrans et 125 cinémas sur le continent.

## Historique

### Origine des cinémas Pathé
Profitant de la loi sur le repos dominical votée quelques mois plus tôt, Pathé Frères ouvre son premier cinéma le 15 décembre 1906 afin d'élargir son public de fêtes foraines aux cols blancs et aux bourgeois. Le Cinématographe Pathé (renommé par la suite Omnia-Pathé) voit le jour 5, boulevard Montmartre dans le 2e arrondissement de Paris, à côté du théâtre des Variétés. Au fil des mois se multiplient les enseignes Omnia et Pathé dans toute la France et à l'étranger. Néanmoins, fonctionnant sur un modèle de franchises, le groupe n'est pas propriétaire d'un véritable circuit.
En février 1929, Bernard Natan prend le contrôle de Pathé Cinéma. Le groupe se lance alors dans l'acquisition d'un réseau de salles. En un an, Pathé parvient à prendre le contrôle de 56 cinémas : le Louxor, le Max Linder, le Palais Montparnasse, etc. Le groupe fait également construire deux cinémas sur les Champs-Élysées, le Marignan et l'Ermitage. Dans le but de financer l'expansion de la société, le conseil de direction (qui comprend toujours Charles Pathé) vote en 1930 la vente de 105 millions de francs d'actions. Mais avec la crise économique des années 1930, l'augmentation de capital n'est souscrite qu'à 50 %. L'une des banques qui avait investi fait faillite et la société Pathé est forcée de continuer à acheter et équiper des salles de cinéma, sans en avoir financièrement les moyens. Elle finit par perdre plus d'argent qu'elle n'en gagne. En 1936 Pathé tombe en faillite en 1936,,,. Bernard Natan est attaqué sans répit par la presse française qui critique sa façon de diriger son groupe. Plusieurs de ces attaques sont d'ordre antisémite. L'activité de la Société se poursuit. Une nouvelle société baptisée « Société nouvelle Pathé Cinéma » est créée qui récupérera les actifs. Le groupe est sauvé en 1943.

### Recentrage de la société nouvelle
Dans les années 1950, le circuit des salles Pathé se concentre sur Paris et sa périphérie (16 cinémas), tandis que les salles en province sont encore peu nombreuses (Lille, Lyon, Nancy, Grenoble et Marseille). Afin de compenser le déficit de sa branche production, Pathé Cinéma vend de nombreuses petites salles de quartier durant la décennie suivante.
En 1968, le circuit Pathé est réduit à 16 salles dans toute la France. À Paris, le Marignan-Pathé devient le premier cinéma multisalles du circuit au mois d'octobre 1968. Il sera rapidement suivi par le Pathé Wepler et le Pathé Palace de Lyon. Une politique de morcellement et de rénovation poursuivie tout au long des années 1970.

### Premiers rapprochements avec Gaumont
Après des premiers accords de programmation en 1966, Gaumont et Pathé annoncent la création d'un groupement d'intérêt économique en mars 1970. Le GIE Gaumont Pathé programme 250 salles (dont un réseau de cinémas associés) dès 1972. Pathé possède alors 27 salles : treize à Paris, six en province, sept à Bruxelles et le Paris Theatre à New York.
Programmant plus de 700 écrans à son apogée, le GIE Gaumont Pathé est dissout en janvier 1983 à la suite des nouvelles lois anticoncentration voulues par le ministre de la Culture, Jack Lang. Pour compenser sa disparition, Pathé fonde en avril un nouveau groupement d'intérêt économique, Pathé Edeline & Indépendants. En 1986, Pathé programme alors le plus grand nombre de salles de cinéma en France. Néanmoins, le départ de son directeur Pierre Edeline chez UGC fait éclater le GIE en mai 1988.
En août 1990, Pathé Cinéma est repris par le groupe Chargeurs, sous la direction de Jérôme Seydoux (frère de Nicolas Seydoux, président-directeur général de Gaumont). Pathé et Gaumont concluent un accord en janvier 1992 pour se renforcer chacun sur certaines villes. Pathé cède 31 salles à Gaumont, soit cinq cinémas à Paris (le Hautefeuille, l'Impérial, le Français, le Marignan et le Montparnasse) et un à Toulouse, tandis que Gaumont cède 35 écrans à Pathé (ses salles à Caen, Grenoble, Nice et Toulon ainsi que sa participation dans des cinémas d'Aix-en-Provence).
Pathé ouvre le premier multiplexe français en juin 1993, le Pathé Grand Ciel à Toulon. Le développement du circuit se poursuit ainsi tout au long des années 1990 avec l'ouverture de nouveaux cinémas et la modernisation des salles existantes. Pathé s'implante également aux Pays-Bas en 1995 avec l'aide de Warner Bros. et Morgan Creek, puis en faisant l'acquisition du réseau de salles de la MGM.

### Création d'EuroPalaces
Face au lancement de la carte illimitée du circuit UGC et la fusion d'Universal avec Vivendi (actionnaire à 34 % d'UGC), Pathé et Gaumont ripostent le 14 décembre 2000 en annonçant la fusion de leur parc de salles au sein d'une nouvelle entité, EuroPalaces.
Approuvée par les assemblées générales le 27 juin 2001, la société est détenue à 66 % par Pathé et 34 % par Gaumont malgré un apport de 362 salles Gaumont et 232 salles Pathé (ainsi qu'une centaine d'autres en programmation simple). Cette répartition capitalistique s'explique par les valorisations respectives des deux entités, Pathé s'étant engagé à racheter les dettes de Gaumont.
À partir de 2001, Pathé s'ouvre à de nouveaux territoires avec la construction de multiplexes en Italie (circuit finalement cédé en 2010) et en Suisse.
En mars 2003, les salles Pathé rejoignent la carte illimitée Le Pass, lancée par Gaumont et MK2 en septembre 2000. D'abord commercialisée en Île-de-France, elle s'ouvre à l'ensemble du territoire national en juin 2007 lorsque le circuit MK2, en désaccord avec Pathé, quitte l'alliance et rejoint l'abonnement concurrent, UGC Illimité.

### Expansion du circuit
Dès la création d'EuroPalaces, Pathé se lance dans l'acquisition de multiples cinémas : ceux de Village Roadshow en France et en Suisse en 2001, les salles Europlex en Suisse en 2006, le circuit Rytmann (Bretagne, Miramar, Les Montparnos, Bienvenüe-Montparnasse et Mistral) ou encore le réseau Minerva aux Pays-Bas en 2010.
En novembre 2010, EuroPalaces devient Les Cinémas Gaumont Pathé et lance quelques mois plus tard le billet électronique. Pathé continue d'ouvrir de nouveaux multiplexes et se réimplante en Belgique avec le rachat du circuit Cinépointcom en décembre 2015 puis Euroscoop en novembre 2019.
En 2016, Les Cinémas Gaumont Pathé reprennent l'activité exploitation d'EuropaCorp à Tremblay-en-France et Marseille, puis font l'acquisition du circuit français CinéAlpes en novembre 2019,.
Pathé rachète finalement les parts de Gaumont dans Les Cinémas Gaumont Pathé en mars 2017, qui devient Les Cinémas Pathé Gaumont l'année suivante. Les salles Gaumont adoptent progressivement l'enseigne Pathé à partir de juin 2022 et le groupe est renommé Pathé Cinémas en janvier 2023.
Pathé Cinémas s'implante également en Afrique dès 2018 avec des multiplexes en Tunisie, au Sénégal, au Maroc et prochainement en Côte d'Ivoire.
Début 2024, le circuit lance Pathé Home, une plateforme de vidéo à la demande à l'acte (location et achat) destinée au public français, sur le modèle de sa plateforme néerlandaise Pathé Thuis lancée en 2011.

## Identité visuelle

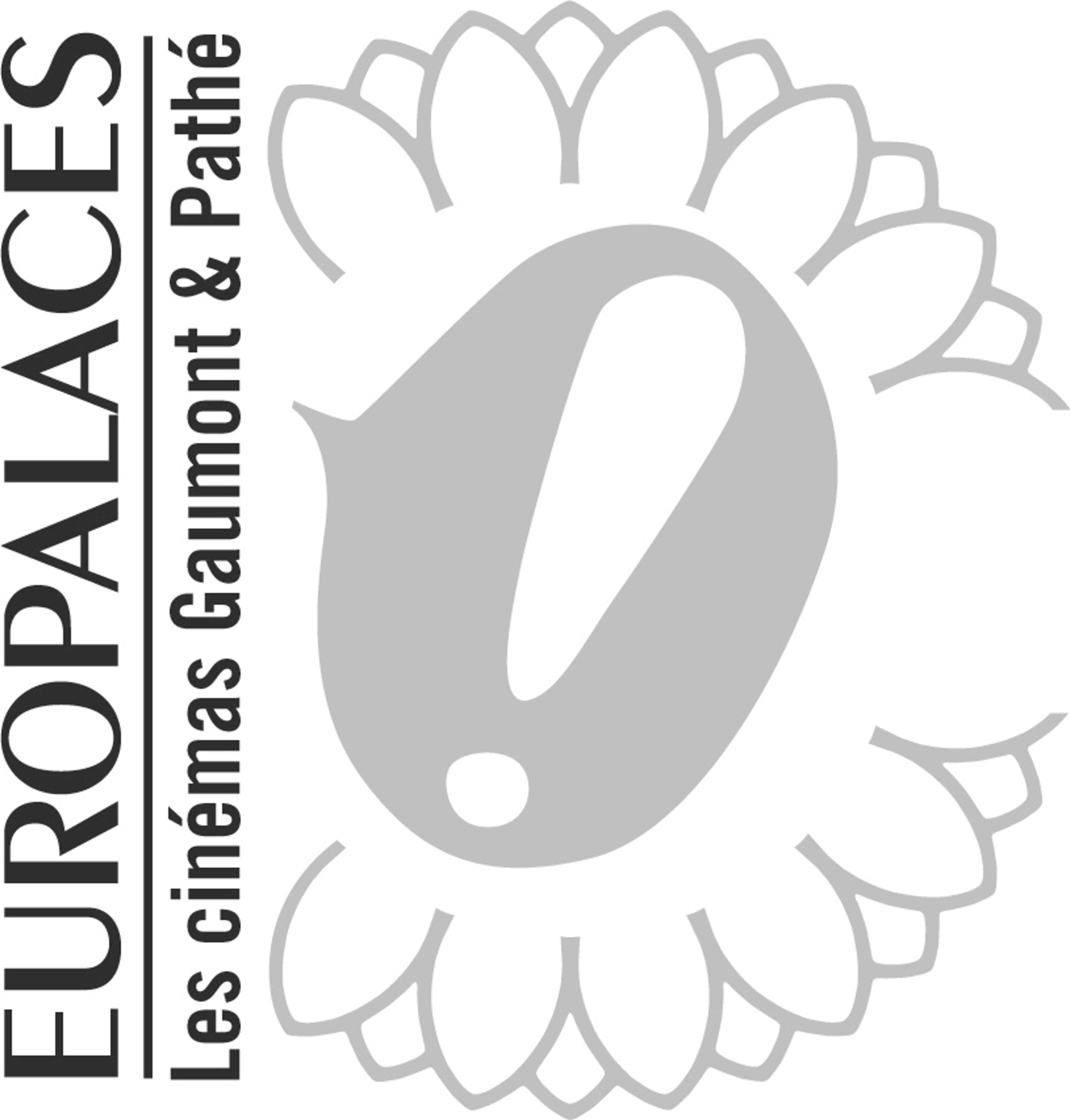
Logo d'EuroPalaces de 2001 à 2009.
Logo des Cinémas Gaumont Pathé de 2009 à 2018.
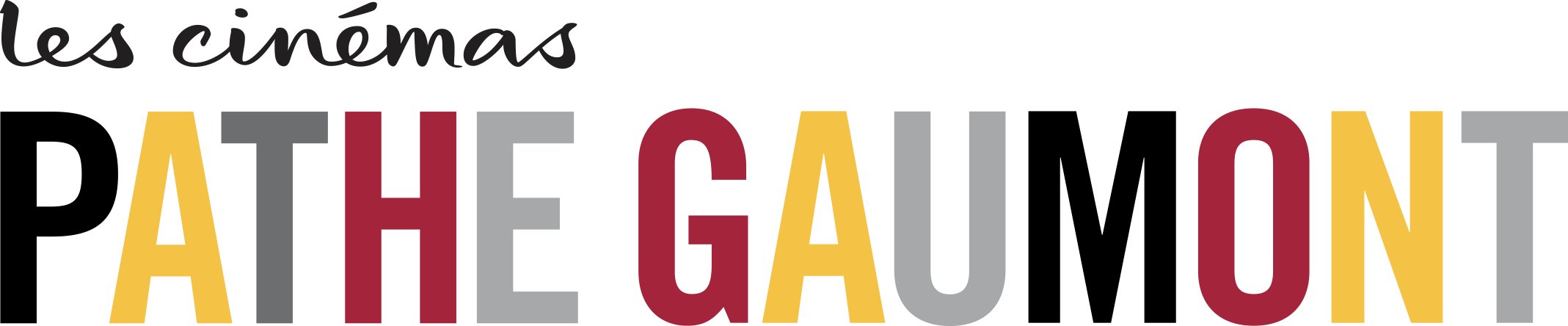
Logo des Cinémas Pathé Gaumont de 2018 à 2023.
Logo de Pathé Cinémas depuis 2023.

## Implantations
Pathé Cinémas prévoit également de multiples ouvertures :
- en  France avec la réouverture de La Géode au printemps 2024 et du Pathé Palace en juin 2024[27] ;
- au  Maroc avec le Pathé Rabat, prévu pour fin 2026[25].

## Équipements de projection
Pour endiguer la baisse de la fréquentation cinématographique, Pathé a misé sur la modernisation de son parc de salles et la création de multiplexes dès 1993. Cela passe par l'implantation de nouvelles technologies, l'amélioration du confort et de la qualité de projection. En mai 2005, EuroPalaces (géré par Pathé) ouvre sa première salle IMAX au Gaumont Disney Village.
À l'occasion de la sortie du film Le Hobbit : Un voyage inattendu en décembre 2012, Pathé inaugure une salle premium (dite Pathé+) au Pathé Wepler, proposant pour la première fois une projection en HFR avec un son Dolby Atmos. En raison du surcoût exigé aux spectateurs, la salle ne rencontre pas son public et Pathé met fin à l'expérience en juillet 2013.
En 2017, Les Cinémas Gaumont Pathé s'équipent de salles Dolby Cinema. L'année suivante, le groupe annonce l'arrivée des technologies immersives ScreenX (générant une image sur les murs gauche et droite de la salle) et 4DX (vibrations des fauteuils, jeux de lumière…), tous deux développés par le circuit sud-coréen CJ CGV. Pathé inaugure également des espaces de réalité virtuelle dans ses salles dès 2018.
En 2019, le cinéma Pathé Beaugrenelle dans le 15e arrondissement de Paris est le premier à expérimenter une salle avec la technologie Onyx Cinema LED, développée par Samsung, où le film est diffusé à même l'écran (comme une télévision) et non projeté depuis une cabine de projection.
Malgré l'échec du Pathé Wepler dix ans plus tôt, Pathé inaugure un cinéma 100 % premium en décembre 2022 avec la réouverture du Pathé Parnasse. Entièrement renové, le nombre de fauteuils y est considérablement réduit pour améliorer le confort des spectateurs. Le tarif normal d'une séance passe alors de 13,70 euros à 18,50 euros, puis à 19,90 euros un an plus tard,.

## Données financières
En 2022, les salles de cinéma représentaient 85 % du chiffre d'affaires du groupe Pathé.
| Année | Nombre de cinémas | Nombre d’écrans | Entrées (Millions) | Pays                                                 |
| 2022  | 132               | 1 325           | 49                 | France, Pays-Bas, Belgique, Suisse, Tunisie, Sénégal |
| 2021  | 131               | 1 310           | -                  | France, Pays-Bas, Belgique, Suisse, Tunisie          |
| 2020  | -                 | -               | -                  | France, Pays-Bas, Belgique, Suisse, Tunisie          |
| 2019  | 133               | 1 339           | 68                 | France, Pays-Bas, Belgique, Suisse, Tunisie          |
| 2018  | 108               | 1 117           | 63,4               | France, Pays-Bas, Belgique, Suisse, Tunisie          |
| 2017  | 111               | 1 091           | 66,2               | France, Pays-Bas, Belgique, Suisse                   |
| 2016  | 109               | 1 080           | 66,8               | France, Pays-Bas, Suisse                             |
| 2015  | 110               | 1 051           | 64,5               | France, Pays-Bas, Suisse                             |
| 2014  | 101               | 995             | 65,7               | France, Pays-Bas, Suisse                             |
| 2013  | 105               | 1 008           | 64,1               | France, Pays-Bas, Suisse                             |
| 2012  | 104               | 983             | 66,8               | France, Pays-Bas, Suisse                             |
| 2011  | 104               | 969             | 69,7               | France, Pays-Bas, Suisse                             |
| 2010  | 105               | 967             | 67,7               | France, Italie, Pays-Bas, Suisse                     |
| 2009  | 92                | 910             | 60,8               | France, Italie, Pays-Bas, Suisse                     |
| 2008  | 89                | 859             | 54,3               | France, Italie, Pays-Bas, Suisse                     |
| 2007  | 86                | 834             | 49,4               | France, Italie, Pays-Bas, Suisse                     |
| 2006  | 83                | 799             | 49,1               | France, Italie, Pays-Bas, Suisse                     |
| 2005  | 74                | 742             | 46                 | France, Italie, Pays-Bas, Suisse                     |
| 2004  | 75                | 730             | 51,2               | France, Italie, Pays-Bas, Suisse                     |
| 2003  | 76                | 736             | 47,8               | France, Italie, Pays-Bas, Suisse                     |
| 2002  | 86                | 785             | 49,4               | France, Italie, Pays-Bas, Suisse                     |
| 2001  | 86                | 742             | 48,8               | France, Italie, Pays-Bas, Suisse                     |